# Лош (річка)
Лош, Лож — річка в Україні, у Борзнянському й Менському районі Чернігівської області. Ліва притока Старої Десни (басейн Дніпра).

## Опис
Довжина річки 24 км., похил річки — 0,13 м/км. Площа басейну 47,0 км².

## Розташування
Бере початок на північно-західній стороні від Остапівки. Спочатку тече на південний захід через Острів Надії, а потім — на північний захід і біля Максаківського монастиря впадає у річку Стару Десну, ліву притоку Десни.